# Zawodzie (Podzamcze)
Zawodzie – część wsi Podzamcze w Polsce, położona w województwie świętokrzyskim w powiecie buskim w gminie Nowy Korczyn. W latach 1938–2018 część wsi Nowy Korczyn. Posiada odrębną historię administracyjną od wsi Podzamcze.
Zawodzie leży w zachodniej częsści wsi, w wąskim międzyrzeczu Wisły i Nidy, naprzeciw miasta Nowego Korczyna.

## Historia
Początkowo było to dwie wsie: Zawodzie Prywatne i Zawodzie Rządowe. W latach 1867–1938 wsie należały do gminy Rogów w powiecie pińczowskim w guberni kieleckiej. W II RP przynależały do woj. kieleckiego, gdzie 4 listopada 1933 utworzyły gromadę o nazwie Zawodzie w gminie Opatowiec.
Zawodzie było położone pereferyjnie względem Opatowca, w najdalej na wschód wysuniętym krańcu gminy Opatowiec; natomiast od Nowego Korczyna oddzielał je jedynie most przez Nidę. Tak więc 1 kwietnia 1938 Zawodzie Prywatne i Zawodzie Rządowe włączono do jednoosadowej gminy Nowy Korczyn w powiecie stopnickim.
Podczas II wojny światowej włączone do Generalnego Gubernatorstwa, nadal w składzie gminy Nowy Korczyn, lecz już bez statusu gromady. Także po wojnie Zawodzie pozostały w gminie Nowy Korczyn bez statusu gromady. W 1948 roku zmieniono nazwę powiatu stopnickiego na buski.
W związku z reformą znoszącą gminy jesienią 1954 roku, Zawodzie (już jako część Nowego Korczyna) włączono do nowo utworzonej gromady Nowy Korczyn, w której skład weszło także Podzamcze, do tej pory w gminie Grotniki w powiecie buskim.
Gromada Nowy Korczyn przetrwała do końca 1972 roku, czyli do kolejnej reformy gminnej. 1 stycznia 1973 powstała obecna gmina Nowy Korczyn, o zupełnie innym, dużo większym, obszarze niż gmina Nowy Korczyn z lat 1870–1954.
W związku z wyznaczeniem granic miasta Nowego Korczyna 1 stycznia 2019, jego południową granicę przeprowadzono na Nidzie, przez co Zawodzie stało się częścią wsi Podzamcze.